# E-gov電子申請
e-Gov電子申請（イーガブでんししんせい）は、デジタル庁が電子政府政策の一環として、各府庁が所管する様々な行政機関への申請や届出などの手続きをウェブサイト上で行えるようにする提供する日本のシステムである。従来は、総務省行政管理局が運営していたが、2021年9月1日から、e-Govの整備、運営を行う組織が総務省行政管理局からデジタル庁に移管されたことに伴い、e-Govの一部であるe-Gov電子申請もデジタル庁へ移管された。
2020年11月にリニューアルし、スマートフォン対応となったほか、GビズIDによるログインが可能となった。
2021年12月31日現在、申請可能な手続きは7府省・3,7437件である。